# Klivinyi Kinga
Klivinyi Kinga (Budapest, 1992. március 31. –) magyar válogatott kézilabdázó, balátlövő.

## Pályafutása

### Klubcsapatokban
Tanulmányait a Kerék Általános Iskola - és Gimnáziumban végezte, ami egy sportiskola, így a mozgás, a sport, és ezen belül a kézilabda már akkor mindennapjait képezte.
Utánpótlás játékosként korosztálya egyik kiemelkedő játékosa volt, 2009-ben a női ifjúsági-(U17-es) Európa-bajnokságon 55 góllal a góllövő lista második helyén végzett, egy évvel később a  European Open Championship elnevezésű viadalon a hatodik helyen végzett a csapattal, míg egyénileg beválasztották a torna All Star válogatottjába és a gólkirályi címet is ő szerezte meg. Teljesítményéért 2010-ben és 2011-ben Héraklész-díjjal tüntették ki. Utóbbi évben a legjobb junior korú játékosnak is megválasztották Magyarországon.
Az Érd színeiben öt szezon alatt ötször szerzett bajnoki bronzérmet, míg a Magyar Kupában két döntőt is játszhatott, de 2016-ban és 2018-ban is elveszítette azt csapatával. 2018. május 30-án hivatalossá vált, hogy a Ferencvárosban folytatja pályafutását. Két szezonon át játszott az FTC-ben, majd a Dunaújvárosi Kohászhoz szerződött. 2021 augusztusában bejelentette, hogy gyermeket vár. 2021 október végén a Siófok játékosa lett. Két szezont követően távozott a csapattól, és a Budaörsben folytatta pályafutását.

### A válogatottban
A 2012-es Európa-bajnokságon már a felnőtt válogatott tagjaként szerzett bronzérmet. Részt vett a 2014-es és 2016-os kontinensviadalon is és a 2017-es világbajnokságon. Tagja volt a 2024-es párizsi olimpián 6. helyezett magyar csapatnak.

## Magánélet
2019 júliusában ment férjhez Debreczeni Dávid kézilabdázóhoz.

## Sikerei, díjai
- NB I:
  - Bronzérmes: 2010, 2014, 2015, 2016
- Európa-bajnokság:
  - Bronzérmes: 2012

## Egyéb elismerései
- Junior Európa-bajnokság

All-Star csapat : 2010
- Héraklész-díj : 2010, 2011
- Az év női utánpótlás játékosa : 2011, 2012
- Junior világbajnokság 3. hely, gólkirályi cím : 2012
- Vác város sportjáért-díj : 2012

## Külső hivatkozások
- Profilja a Váci NKSE honlapján
- Statisztikái a Worldhandball oldalon